# Éric Caboussat
Vous pouvez aider à l'améliorer ou bien discuter des problèmes sur sa page de discussion.
- Les conventions bibliographiques ne sont pas respectées. La bibliographie et les liens externes sont à corriger. (Marqué depuis mai 2024)
- Il est à actualiser. Certains passages sont obsolètes ou annoncent des événements désormais passés. (Marqué depuis décembre 2019)

Éric Caboussat, né le 12 novembre 1948 à Gland, est un éditeur, et une personnalité politique suisse, membre du parti socialiste suisse.

## Biographie
Éric Caboussat effectue un apprentissage de facteur, métier qu'il exerce d'abord à Genève jusqu'en 1970, puis à Morges. Il devient alors militant syndicaliste et politique, puis conseiller communal à Morges (1971-1989) et député socialiste au Grand Conseil du Canton de Vaud.
À côté de son activité professionnelle et ses engagements syndicaux, Éric Caboussat étudie la philosophie, la psychologie sociale et l'histoire aux cours du soir de l'Université. Après deux ans de recherches archivistiques et documentaires, il publie un ouvrage sur ses origines françaises puis un second intitulé Gland, origine et histoire d'un village. Les succès de vente de ces deux publications donnent ainsi naissance à la collection "Sites et villages".
Ayant mis fin à ses activités de facteur en 1987, Éric Caboussat fonde alors avec son épouse les éditions Cabédita.
Éric Caboussat réside à Bière depuis 2009 où il célèbre les 25 ans de ses éditions en 2012.
Il met sur pied des Journées du livre, du patrimoine et des traditions franc-comtoises[réf. nécessaire] et crée en 1996 le Prix de l’éveil au patrimoine,.
Sa vice-présidence de l'Association suisse des éditeurs de langue française (ASELF) l’amène à gérer, avec son épouse, le stand des éditeurs suisses au Salon du livre de Paris durant cinq ans, de 1997 à 2002.

## Publications
- Luins par ses habitants, Bière, Cabédita, 1988.
- Longirod : 1788-1988, historique de la paroisse, Bière, Cabédita, 1988.
- Givrins : le temps de son histoire, Bière, Cabédita, 1994.
- Genolier : au pays des tillots, Bière, Cabédita, 1997.
- Chapelle et cure des Charpentiers : des champs aux psaumes, Bière, Cabédita, 2005.
- Vich, à la croisée des temps, Bière, Cabédita, 2016.
- Bière : de prieurs en pasteurs, Bière, Cabédita, 2022.

## Articles liés
- Éditions Cabedita